# Kosárgörbe
A kosárgörbe (németül Korblinie) a műszaki rajzolók által alkalmazott, az ellipszist jól közelítő összetett görbe (spline).

## Jellemzése
Különösen a tussal kihúzott rajzokon előnyös, mert a hagyományos eszközökkel (körző, háromszög- és fejes vonalzók stb.) a vonalak rajzolhatók, nem kell szabad kézzel, sablonnal, speciális görberajzoló eszközzel dolgozni. Több fajtája ismert, amelyek a felhasznált körívek számában különböznek. A legegyszerűbb az ellipszis-kvadránst (negyed) két körívvel helyettesítő spline.

## Szerkesztés
1. Az ellipszis tengelyeit megszerkesztjük (a > b).
2. Az O pont körül OC = a sugárral negyed körívet rajzolunk.
3. A B pont körül a – b sugárral rajzolt kör és a AB húr E metszéspontját megszerkesztjük.
4. A kapott AE szakasz felezőmerőlegese a tengelyeket X és Y pontokban metszi.
5. Az X és Y pontok körül rajzolt körök megfelelő ívei alkotják a spline-t.
6. Az ívek tükrözésével a teljes kosárgörbe adódik.

Megjegyzés: a két körív csatlakozása kissé az ellipszisen kívülre esik. A számítógépes tervezés (CAD) feleslegessé teszi a használatát. Történeti vonatkozásai (ábrázoló geometria, műszaki rajztechnika) teszik említésre érdemessé.